# Décimo Lelio Balbo
Décimo Lelio Balbo (en latín, Decimus Laelius Balbus) fue un senador y político romano durante el reinado del emperador Augusto en el siglo I a. C.
Balbo fue uno de los quindecimviri que organizó los Juegos Seculares de 17 a. C.. En 6 a. C., fue nombrado cónsul junto con Cayo Antistio Veto.
Su hijo, Décimo Lelio Balbo, fue cónsul en 46.